# René Duhourquet
René Duhourquet, né le 31 mai 1900 à Bègles et mort le 19 juillet 1983 dans la même commune, est un homme politique français. Membre du Parti  communiste  français, il est sénateur de la Gironde de 1946 à 1948, conseiller général de la Gironde de 1945 à 1949, puis de 1956 à 1962, et maire de Bègles de 1959 à 1971.

## Biographie

### Un cheminot actif dans les domaines syndical et politique
Son certificat d'études primaires en poche, René Duhourquet travaille d'abord comme apprenti-serrurier, puis comme électricien. En 1917, il est embauché à la compagnie des chemins de fer du Midi, où il adhère au syndicat CGT des cheminots. Il adhère également aux jeunesses socialistes en 1919. Après avoir effectué son service militaire, la direction des chemins de fer du Midi refuse de le reprendre en raison de ses activités syndicales. Il part donc chercher du travail à Toulouse où il s'installe. En 1922 il rejoint le Parti communiste et y milite activement. En 1925, il retourne à Bordeaux pour y organiser le combat syndical. Il est élu secrétaire général de la CGTU des cheminots du Midi en 1927, puis accède deux ans plus tard à la commission exécutive de l'union régionale de la CGTU-cheminot. Il est également secrétaire de la cellule communiste des cheminots de Bordeaux, et siège à partir de 1926 au bureau fédéral du Parti communiste. En 1932, il est le candidat du Parti communiste aux élections législatives (circonscription d'Arcachon) et aux élections cantonales de 1934 à Bordeaux.

### Un résistant durant la Seconde Guerre mondiale

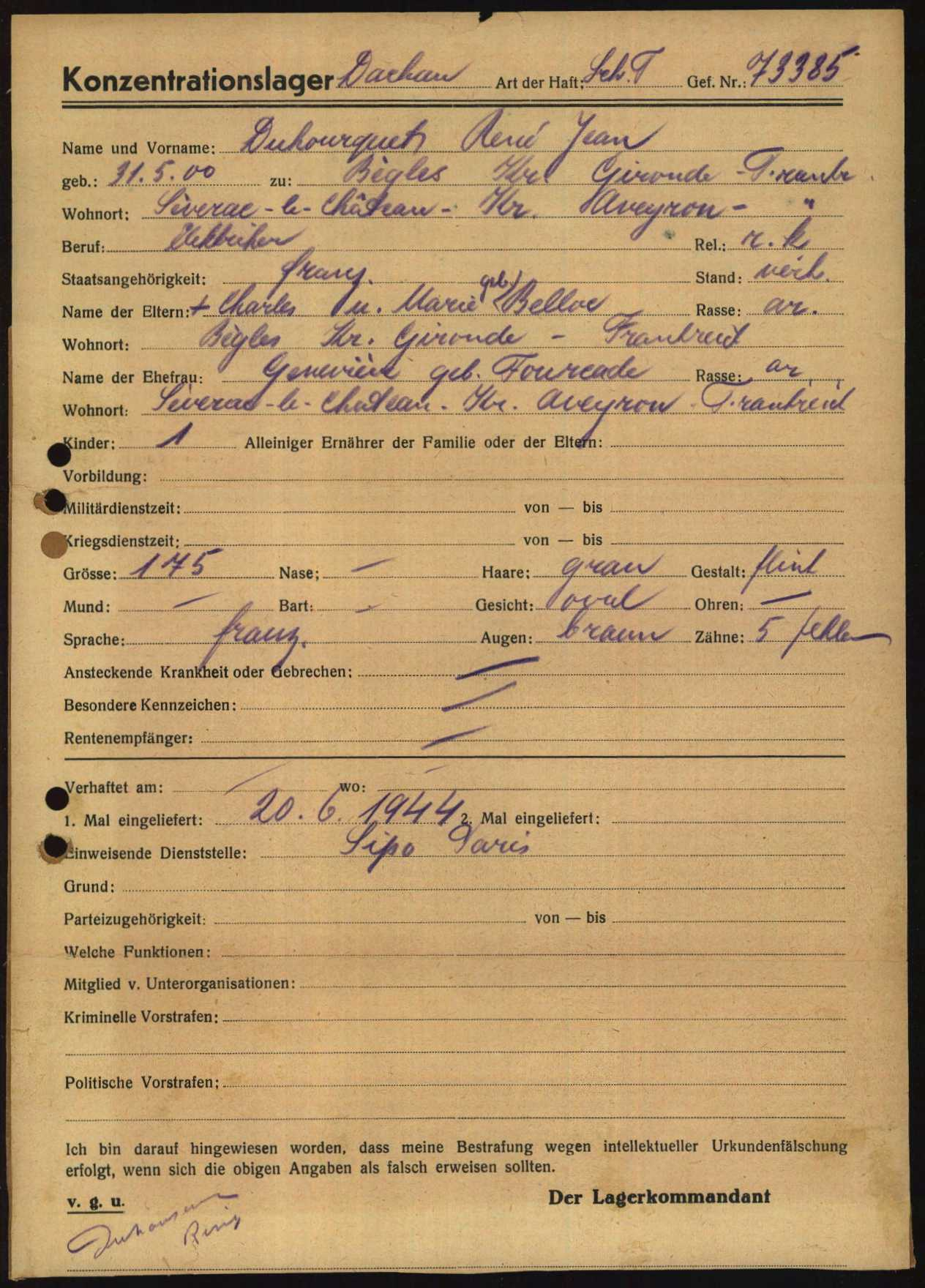
Formulaire d'enregistrement de René Duhourquet en tant que prisonnier dans le camp de concentration nazi de Dachau

René Duhourquet est mobilisé de mai à juillet 1940. À sa démobilisation, il réintègre la compagnie du midi mais dans l'Aveyron où il rejoint la Résistance au sein du Front national. René Duhourquet est arrêté en décembre 1942, incarcéré dans plusieurs prisons, puis au camp de Royallieu à Compiègne d'où il est envoyé au camp de concentration de Dachau.
Son fils de 18 ans, Serge Duhourquet, lieutenant des FTPF, est capturé et fusillé le 1er août 1944 au camp de Souge, à Martignas-sur-Jalles (Gironde).

### Un dirigeant politique de l'après-guerre
À son retour en France, René Duhourquet siège au comité de libération de la Gironde, puis est élu au conseil général pour y représenter le sixième canton de Bordeaux. Tête de liste de l'Union républicaine et résistante, il est élu au Conseil de la République lors des élections du 8 décembre 1946. Il siège à la Commission de la France d'outre-mer, et à la Commission des moyens de communications et des transports jusqu'en novembre 1948, où il est battu lors du renouvellement du Conseil de la République. En 1949, il perd son mandat de conseiller général. En 1955 il entre au conseil municipal de Bègles et retrouve la même année son mandat de conseiller général. Il devient maire de Bègles en 1959 jusqu'à 1971.

## Détail des fonctions et des mandats

### Mandat parlementaire
- 8 décembre 1946 - 7 novembre 1948 : sénateur de la Gironde

### Mandats locaux
- 1945-1949, 1955-1961 : conseiller général du canton de Bordeaux-6
- 1959-1971 : maire de Bègles